# Haroldius pauliani
Haroldius pauliani är en skalbaggsart som beskrevs av Scheuern 1995. Haroldius pauliani ingår i släktet Haroldius och familjen bladhorningar. Inga underarter finns listade i Catalogue of Life.